# Tentenmaker
In het algemeen is een tentenmaker een persoon die tenten maakt. Het begrip wordt ook gebruikt voor zendelingen die een gebruikelijk beroep uitoefenen. 

## Christelijke zending
In de protestantse zending heeft de term tentenmaker een bijzondere betekenis, namelijk iemand die een beroep heeft en daarnaast het christelijk geloof verkondigt onder niet-christenen. De uitdrukking is ontleend aan het beroep van de apostel Paulus, die volgens de vertaling van het Nederlands Bijbelgenootschap van 1951 als tentenmaker werkte (Handelingen 18:3). Het lijkt niet waarschijnlijk dat de term vervangen zal worden door "leerbewerker", zoals de Nieuwe Bijbelvertaling het beroep weergeeft.
Tentenmakers hebben twee belangrijke voordelen in vergelijking met traditionele zendelingen. Zij kunnen werken in landen waar het christelijk geloof officieel niet verkondigd mag worden en zij kunnen sneller uitgezonden worden omdat zij in hun eigen levensonderhoud kunnen voorzien. Tentenmakers zijn met name actief  in de automatisering, het onderwijs en de medische zorg. Nadelen zijn dat tentenmakers vaak theologisch minder geschoold zijn en het feit dat zij slechts een deel van hun tijd aan de evangelieverkondiging kunnen besteden.